# Постбоп
Постбопът е вид джаз музика за малки бендове, която се развива в началото до средата на 60-те години.

## Дефиниция
Според музиковеда Джереми Юдкин, постбопът не следва „конвенциите на бопа или очевидно аморфната свобода на новия джаз“. Той пише в своята дефиниция за поджанра:
| „ | Формите, темпото и неравноделният размер са все по-свободни, композициите са нови, и членовете на бенда са станали композитори ... Това е подход, който е абстрактен и напрегнат до крайност, като се оставя място за ритмична и колористична автономност от страна на барабаниста - подход, в който влизат модалните и акордните хармонии, гъвкавостта във формите, структурираните куплети, мелодична вариативност и свободна импровизация. | “ |

## История
Вторият квинтет на Майлс Дейвис е активен от 1965 до 1968 г. и в него участват пианистът Хърби Хенкок, контрабасистът Рон Картър, саксофонистът Уейн Шортър и барабанистът Тони Уилямс. Те записват шест студийни албума, които според Си Майкъл Бейли поднасят на вниманието на музикалната общност постбопа. Това се постига с албуми като E.S.P. (1965), Miles Smiles (1967), Sorcerer (1967), Nefertiti (1968), Miles in the Sky (1968), and Filles de Kilimanjaro (1968).
Много от постбопа е записан за Блу Ноут Рекърдс. Ключови албуми са Speak No Evil на Уейн Шортър; The Real McCoy на Маккой Тайнър, Out To Lunch на Ерик Долфи, Miles Smiles на Майлс Дейвис; Maiden Voyage на Хърби Хенкок и Search For The New Land на Лий Морган (творец, който принципно не се свързва с постбоп жанра). Голяма част от постбоп музикантите работят и в други жанрове, като особено подчертано е застъпването с по-късния хард боп.